# 범죄적 HIV 전파
범죄적 HIV 전염은 인간면역결핍 바이러스에 의도적으로 감염되거나 타인에게 의도적으로 전염시키는 것을 뜻한다. 이것에는 침을 뱉거나 물어뜯는 것과 같이 현실적인 전염 수단이 아닌 것이 많다. 일부 국가와 일부 지역은 HIV 감염 또는 노출을 범죄화하는 법률을 명시적으로 제정하여 HIV에 의도적으로 감염되면 기소할 수 있다. 또한 일부 주에서는 HIV 감염을 알리지 않는 것도 법을 제정했다. HIV 감염을 알리지 않는 것은 의도적이거나 무의식적으로 다른 사람에게 HIV를 감염시킬 수 있다.

## 전염 경로
HIV 양성인의 혈액, 정액, 정액, 정액, 모유, 직장액과 질액 중 하나가 음성인의 점막이나 혈류에 접촉하면 음성인은 감염된다. HIV는 다음과 같을 때 전염될 수 있다.
- 보호받지 못한 성교
- HIV에 감염된 사람이 사용하던 주사 바늘을 세척하지 않고 맞는 경우
- 아이를 낳거나 모유 수유
- 수혈 또는 장기 기증을 받는 경우

### 예방
바이러스 수치 테스트(viral load testing)는 환자의 혈액 속 HIV 수치를 측정한다. 혈액에서 밀리리터 당 HIV 유전 물질 수치가 50 미만일 경우 환자의 바이러스 수치는 "감지할 수 없는 수준"이다. 이는 환자가 건강하게 살 수 있는 수준으로 바이러스가 억제되었고 전염시킬 가능성도 현저히 줄었다는 것을 뜻한다.

## 법적 상황
대부분의 국가에서는 타인을 의도적으로 HIV에 감염시키면 기소될 수 있다. 이것에 대한 첫 번째 유죄 판결을 받은 첫 번째 사람은 미국의 조경가 토마스 게라(Thomas Guerra)이다. 그는 캘리포니아 주에서 타인에게 의도적으로 HIV를 감염시켜 유죄 판결을 받았다. 법원에서 검사들은 토마스 게라에 대한 소송을 뒷받침하기 위해 11,000개의 글과 36개의 오디오 파일을 제출했다.
2004년 조사에서, HIV/AIDS 감염 글로벌 네트워크는 핀란드, 스웨덴 및 슬로바키아에서 HIV/AIDS에 감염된 사람들 중 약 0.5%에서 1%가 다른 사람이 의도적으로 전염시켜 감염된 사람으로 확인되었다. 또한 HIV/AIDS 전염이 큰 태국과 개발도상국에서는 의도적으로 전염시키는 것에 대한 처벌이 약하거나 없다. HIV를 의도적으로 전염시키는 행위는 미국과 캐나다에서 가장 많은 것으로 확인되었다.

## 법적 처벌에 대한 비판
여러 국가에서는 HIV 감염을 알리지 않으면 법적 처벌을 받는다. 하지만 이러한 법률은 HIV 낙인을 높이고 공중 보건에 부정적인 영향을 준다는 것이 입증되었다. HIV 비공개법으로 인해 사람들은 HIV 검사를 할 일이 줄어들고, 자신의 감염 여부를 공개하거나 의사와 이야기 할 가능성이 낮아질 수 있다. 또한 남아프리카 공화국의 HIV에 감염된 판사 에드윈 카메론은 멕시코시티에서 열린 국제 에이즈 회의에서 HIV 비공개법을 반대했다.

## 같이 보기
- 전자의무기록